# Galgani Szent Gemma
Galgani Szent Gemma (Capannori, 1878. március 12. – Lucca, 1903. április 11.) katolikus szent.

## Élete
Nyolc gyermek közül a negyedikként született Enrico Galgani gyógyszerész és Aurelia Landi házasságából. Gemma édesanyjától tanult istenismeretet és együtt imádkoztak. Hétéves volt, amikor elvesztette hőn szeretett édesanyját, és ettől kezdve nehéz élet várt rá. Tizennyolc évesen elvesztette édesapját, majd egyik öccsét és nővérét is. Az öccsével, Luiginóval, aki papnak készült, mély lelki rokonság fűzte őket össze. Luigino halála után három hónappal Gemmánál csonttuberkulózist állapítottak meg. Az operáció előtt nem engedte, hogy elaltassák. 
Lábadozása alatt ismerte meg Possenti Szent Gábor életét, s ez nagy hatással volt rá. Álmában és vízióiban megjelenő szent utasításait követte, aki mintegy lelki vezetőjévé vált. Hozzá híven ő is a passzionisták rendjéhez akart csatlakozni, ám ezt rossz egészségi állapota miatt nem engedték. 1899 és 1901 között földöntúli látomásokban részesült, és imádkozásai közben gyakran jelentek meg a stigmák.
Látomásaiban Krisztus, Szűz Mária és őrangyala is megjelent előtte. Más alkalmakkor viszont mintha gonosz szellem szállta volna meg, őrjöngeni kezdett és szétszaggatta rózsafüzérét. Idegenek részéről sok megszólás és gúny érte, amit türelemmel viselt. Nagyon sokat fáradozott azért, hogy passzionista zárdát alapítsanak Luccában. Ez azonban csak halála után valósult meg.

## Halála
1903-ban bekövetkezett halálakor passzionista szerzetesi ruhában temették el. Temetése után két héttel exhumálták és szívét teljesen épen találták. 1933-ban avatták boldoggá, 1938-ban pedig szentté. Szentté avatása igen erős ellenállásba ütközött, vallási élményeinek földöntúli természete miatt.

## Művei
- (szerk.)  Giovanni Pozzi – Claudio Leonardiː Olasz misztikus írónők, Európa Könyvkiadó, Budapest, 2001, ISBN 963-07-6849-6, 449–466. o.